# Gjellerupia minima
Gjellerupia minima is een hooiwagen uit de familie Zalmoxioidae.